# Pokuta (film 2007)
Pokuta (ang. Atonement) – brytyjsko-francuski melodramat filmowy z 2007 roku w reżyserii Joe Wrighta. Ekranizacja powieści pod tym samym tytułem autorstwa Iana McEwana.
Zwycięzca Złotych Globów 2007 za najlepszy film dramatyczny oraz zdobywca nagrody BAFTA w kategorii najlepszy film, a także Oscara za najlepszą muzykę dla Daria Marianellego.

## Fabuła
Pewnego upalnego dnia 1935 roku trzynastoletnia Briony Tallis jest świadkiem interesującej sceny pomiędzy jej starszą siostrą Cecillią a Robbiem Turnerem – synem służącej zajmującej się domem Tallisów. Wyobraźnia dziewczynki podpowiada jej rozmaite interpretacje tego wydarzenia. W tym czasie u Tallisów zjawiają się Lola, Pierrot i Jackson Quincey – dzieci siostry Emily Tallis – Hermione Quincey – która właśnie rozwodzi się z mężem. Briony chce powitać swego brata Leona, który na stałe mieszka w Londynie, a teraz ma zjawić się u nich w odwiedziny, wystawieniem swojej najnowszej sztuki – „Przypadki Arabelli”. Ma zamiar wykorzystać kuzynostwo jako aktorów, ale w sumie premiera sztuki nie dochodzi do skutku. Z okazji przyjazdu Leona, Emily Tallis urządza uroczystą kolację, na którą zostaje zaproszony też Robbie. Turner pisze do Cecilli list z przeprosinami za swoje zachowanie. Tego popołudnia niechcący zbił cenny wazon należący do jej ojca – Jacka Tallisa. Jednak uczucie do dziewczyny nie pozwala mu się skupić. Pod wpływem chwili pisze obsceniczny list, który omyłkowo zabiera ze sobą. Kopertę daje Briony, którą spotyka po drodze. Jest mu głupio wręczyć go samemu. Dopiero gdy Briony znika w drzwiach domu, Robbie uświadamia sobie, co włożył do koperty. Ciekawska Briony odczytuje list, a potem oddaje go siostrze. Cecillia informuje Robbiego o tym, co zrobiła jej młodsza siostra. Dzięki pomyleniu listów Cecillia w końcu zdobywa się na odwagę i wyznaje Turnerowi, co do niego czuje, zaraz potem dochodzi między nimi do zbliżenia. Całą scenę widzi Briony. Przy kolacji okazuje się, że Jackson i Pierrot uciekli z domu. Wszyscy wyruszają na poszukiwania. Briony znajduje Lolę. Okazuje się, że dziewczynka została zgwałcona. Pomimo że Briony nie widziała sprawcy gwałtu, wyobraźnia podsuwa jej obraz Robbiego. Donosi na niego, kłamiąc, że widziała jego twarz. Wszyscy domownicy czekają w napięciu. Robbie zjawia się jako ostatni z Jacksonem i Pierrotem. Zostaje aresztowany i osadzony w więzieniu. Kilka lat później wybucha wojna. Robbie walczy na froncie francuskim, Cecillia jest siostrą oddziałową, a Briony pielęgniarką; stawia też pierwsze kroki jako pisarka. Briony już wie, że przyjdzie jej słono zapłacić za odebranie szczęścia swej siostrze i Robbiemu. Wie też, że zapłaci całym swym życiem i że do samego końca będzie rozpamiętywać wydarzenia tego upalnego dnia lata 1935 roku.

## Obsada
- Keira Knightley jako Cecilia Tallis
- James McAvoy jako Robbie Turner
- Romola Garai jako Briony – lat 18
- Saoirse Ronan jako Briony Tallis – lat 13
- Vanessa Redgrave jako Starsza Briony
- Juno Temple jako Lola
- Benedict Cumberbatch jako Paul Marshall
- Nonso Anozie jako Frank Mace
- Brenda Blethyn jako Grace Turner
- Michelle Duncan jako Fiona
- Charlie von Simson jako Jackson
- Daniel Mays jako Tommy Nettle
- Felix von Simson jako Pierrot
- Alfie Allen jako Danny Hardman
- Gina McKee jako siostra Drummond
- Harriet Walter jako Emily Tallis

## Produkcja
Zdjęcia do filmu kręcono od maja do sierpnia 2006 roku w wielu miejscach na terenie Anglii. Ekipa wykorzystała na potrzeby filmu następujące lokacje:
- Stokesay Court (hrabstwo Shropshire) – rodzinny dom sióstr Tallis;
- Londyn (m.in. ratusz dzielnicy Bethnal Green, ulica Great Scotland Yard, budynek University College w dzielnicy Bloomsbury, stacja metra Aldwych);
- rezerwaty przyrody Nene Washes i Ouse Washes, wioski Coates i March (Cambridgeshire);
- Walpole (Norfolk);
- Gedney Drove End i Grimsby (Lincolnshire);
- Redcar (North Yorkshire);
- rezydencja Park Place w Remenham (Berkshire);
- Cuckmere Haven z widokiem na klify Seven Sisters (East Sussex)[1][2].